# Шерипов, Елдаш Халлыевич
Ёлдаш Халлыевич Шерипов (туркм. Ýoldaş Şeripow) — туркменский государственный деятель. Министр экономики и развития Туркменистана.

## Биография
Родился в 1973 году в городе Чарджоу Чарджоуской области.
Образование высшее. В 1995 году окончил Московский государственный строительный университет. По специальности — инженер-строитель.
С февраля 1996 по январь 2009 года работал на различных должностях в Главном управлении экономики и финансов Лебапского велаята: главным специалистом отдела инвестиций, главным специалистом отдела итогового бюджета, главным контролером-ревизором контрольно-ревизионного отдела, заместителем начальника отдела итогового бюджета, заместителем начальника и начальником Управления.
С января 2009 по январь 2014 года — депутат Меджлиса Туркменистана, заместитель председателя, председатель Комитета по экономике и социальной политике Меджлиса Туркменистана.
С января 2014 по июль 2015 года — председатель Комитета по экономическим вопросам Меджлиса Туркменистана.
С 9 июля 2015 года — министр экономики и развития Туркменистана.

## Награды и звания
- Медаль «Махтумкули Фраги» (2014)